# Zach Banner
Zachery Samuel Banner (Puyallup, 25 dicembre 1993) è un giocatore di football americano statunitense che milita nel ruolo di offensive tackle per i Pittsburgh Steelers della National Football League (NFL).

## Carriera

### Indianapolis Colts
Banner al college giocò a football con gli USC Trojans dal 2013 al 2016. Fu scelto nel corso del quarto giro (137assoluto) nel Draft NFL 2017 dagli Indianapolis Colts. Il 3 settembre 2017 fu svincolato senza essere mai sceso in campo.

### Cleveland Browns
Il 4 settembre 2017, Banner firmò con i Cleveland Browns. Con essi debuttò come professionista subentrando nella gara della settimana 10 contro i Detroit Lions.